# لماذا نقاتل (سلسلة أفلام)
لماذا نقاتل (بالإنجليزية: Why We Fight)‏ هي سلسلة من سبعة أفلام دعائية أعدتها حكومة الولايات المتحدة خلال الحرب العالمية الثانية لتشرح لجنودها أسباب تورطها في الحرب، عُرضت الأفلام لاحقا على عامة الشعب الأمريكي لإقناعهم بدعم تدخل دولتهم في القتال.

## سلسلة الأفلام
- مقدمة عن الحرب
- الغارات النازية
- فرق تسد
- معركة بريطانيا
- معركة روسيا، الجزء الأول
- معركة روسيا، الجزء الثاني
- معركة الصين
- الحرب القادمة على أميريكا